# ミハイル・ボンダレンコ
ミハイル・イリイチ・ボンダレンコ（ロシア語: Михаил Ильич Бондаренко、1903年9月8日 - 1938年2月10日）、民族名ムィハイロ・イッリチ・ボンダレンコ（ウクライナ語: Михайло Ілліч Бондаренко）は、ソビエト連邦の政治家。

## 生涯

### 前半生
1903年9月8日（ユリウス暦8月26日）、ロシア帝国ヘルソン県エリザヴェトグラードの鍛冶屋の家庭に生まれた。地元の高等小学校を卒業して1917年から鍛冶屋見習いとして働き始め、その後「エリヴォルティ」農機工場の旋盤工を務めた。
1919年末にコムソモールへ加盟し、同年から1922年まで工場のコムソモール文化部部長を務めた。1923年にはロシア共産党の党員候補となり、1925年1月に党員となった。1923年から翌1924年までは地元のクラブマネージャーとして働き、1925年から翌1926年までは党の工場委員会で煽動・宣伝部部長を勤めた。同年から翌1927年まではジノヴィエフスク管区ソビエト執行委部長、同年から翌1928年まではウクライナ共産党コンパニーイウカ地区委書記、1929年には管区労組会議文化部部長、1930年には管区新聞編集者を歴任。同年から翌1931年までは、党ジノヴィエフスク市委文化・宣伝部部長を務めた。
しかし同年にはトビリシへ送られ、1933年まで全連邦共産党ザカフカース地方委煽動・大衆キャンペーン部部長および副部長に就いた（この頃、ラヴレンチー・ベリヤと協同）。1933年から翌1934年まではアゼルバイジャン共産党バクー市委組織部部長、同年から翌1935年まではアジズベコフ市委第一書記、同年から翌1936年まではシャウミャノフスク地区委第一書記を務め、1935年からはアゼルバイジャン共産党中央委員候補にもなった。1936年2月には「石油計画の順調な実施」に果たした役割を賞して労働赤旗勲章を授与されている。

### ウクライナでの活動
しかしボンダレンコ自身はウクライナ人として祖国で働くことを望んでおり、同年にモスクワからハリコフでの勤務を打診された際には、これを了承した。そして12月4日から翌1937年7月まで、ボンダレンコはウクライナ共産党ハリコフ市委第二書記を務めた（実際には1936年10月から着任）。1937年7月から翌8月まではハリコフ州委第二書記に就いたが、大粛清の空席を埋める形で同月16日から翌9月までヴィーンニツァ州委第一書記を代行した。
8月30日に開催されたウクライナ共産党中央委総会において、ボンダレンコは他の出席者に同調し、人民委員会議議長パナス・リュプチェンコについて「反革命的民族主義組織への関与は完全に立証されており、疑いの余地は一切ない」と非難した。そして8月30日にリュプチェンコが自殺すると、党中央委幹部会によって同日ボンダレンコは後任の人民委員会議議長、そして党政治局員 (uk) に就けられた。
政府長としてボンダレンコは、「キエフ市のレーニン博物館 (ru) 建設について」（9月3日）、「1937年の綿の収穫について」（4日）、「馬の繁殖状況を改善するための措置について」（8日）、「ウクライナ果物トラストのウクライナ食品産業人民委員部への移管について」（21日）、「ウクライナの司法機関の施設および設備の提供について」（同日）、「地場産業人民委員部ハリコフ市木工所トラストの軽工業人民委員部への移管について」（25日）などの法令に署名し、また十月革命20周年記念式典へ向けた予算配分を指導した。その一方で、キエフのピオネール宮殿 (uk) に冠せられていたリュプチェンコの名を「人民の敵・反革命・民族主義者・スパイ」として削除させる決定にも関与した。

### 粛清
10月8日にボンダレンコは、人民委員会議と党中央委の合同決議に基づいてモスクワへ派遣されたが、13日に逮捕・投獄された。そして「石油産業で活動していた反ソビエト・トロツキズム・テロリズム・怠業組織」に加わっていた罪に問われた。ボンダレンコは「ソビエト権力の濫用と資本主義の回復を目的とするトロツキズム団体に1931年に徴募され、その中心人物であった」とされ、翌1938年1月27日にはウクライナ共産党政治局員を解任された。そして、翌2月8日に連邦最高裁軍事参議会の非公開審理によって資産没収および死刑の有罪判決を下され、10日にモスクワで処刑された。その後、ボンダレンコは1956年4月14日に名誉回復がなされた。